# Rybák kerguelenský
Rybák kerguelenský (Sterna virgata) je středně velký druh rybáka z rodu Sterna, hnízdící na ostrovech jižního Indického oceánu.

## Popis
Rybák kerguelenský se na první pohled podobá rybáku dlouhoocasému. Má černou čepičku, bílé líce a tmavěji šedou spodinu těla. Svrchu má šedý hřbet, křídla i ocas, které kontrastují s bílým kostřecem. Nohy jsou oranžově červené, zobák červený. V prostém šatu (v zimě) je čelo promíseno bílou barvou, zobák je černý. Mladí ptáci mají čelo a temeno hnědavé, hřbet, hruď a slabiny jsou hnědě proužkované, břicho bílé.

## Rozšíření a početnost
Rybák kerguelenský je jedním z nejvzácnějších druhů rybáků. Hnízdí pouze na několika ostrovech v jižním Indickém oceánu – na ostrově Prince Edwarda (20 párů), Marion (10–40 párů), Crozetových ostrovech (150–200 párů) a na Kerguelenách (1 000–2 000 párů) (snad i na Heardově ostrově). Celková světová populace je odhadována na 3 500–6 500 párů. Není tažný, mimo dobu hnízdění se pouze rozptyluje v okolí ostrovů.

## Biologie
Hnízdí na útesech i březích ostrovních řek. Vajíčka snášejí v prosinci, tedy v době jižního léta. Potravu loví na různých místech na moři (ryby, krabi) i ve vnitrozemí, kde sbírají různé bezobratlé při procházení porostu rostlin. Obecně tvoří hlavní složku jejich potravy pavouci, hmyz, ryby, korýši, měkkýši a žížaly.